# Leandro Trossard
Leandro Trossard (Genk, 4 december 1994) is een Belgisch voetballer die doorgaans als flankaanvaller speelt. In januari 2023 verruilde hij Brighton & Hove Albion voor Arsenal. Trossard debuteerde in 2018 in het Belgisch voetbalelftal.

## Clubcarrière

### Jeugd en begin profcarrière
Trossard groeide op in de regio rond Dilsen-Stokkem. Hij is Nederlandstalig. Zijn eerste club was Lanklaarse VV, waar zijn vader ook trainer was. Via Real Neeroeteren, Patro Eisden Maasmechelen en Bocholter VV belandde hij in 2010 bij de jeugdopleiding van KRC Genk. In januari 2012 maakte hij de overstap naar de A-kern. Hij maakte op 13 mei 2012 zijn debuut in eerste klasse tegen AA Gent: op de laatste speeldag van Play-Off I viel hij in de 85ste minuut in voor Stef Peeters. In het seizoen 2012/13 kwam hij tot aan de winterstop aan één officiële wedstrijd, dit was in de beker tegen derdeklasser Royale Union Saint-Gilloise.

### Diverse uitleenbeurten
Eind januari 2013 werd hij voor een half seizoen uitgeleend aan Lommel United. Hij maakte zijn debuut voor Lommel door in de Limburgse derby tegen Sint-Truiden VV in te vallen voor mede KRC Genk-huurling Thomas Jutten. Zijn eerste goal voor Lommel maakte hij in de gewonnen wedstrijd tegen SV Oudenaarde. Ook in de daaropvolgende wedstrijd tegen Eendracht Aalst scoorde hij. Zijn eerste hattrick maakte hij in de daaropvolgende wedstrijd tegen Dessel Sport. Hij kwam in dit half seizoen uiteindelijk aan 7 goals in 12 wedstrijden.
Voor het seizoen 2013/14 werd Trossard door KRC Genk uitgeleend aan tweedeklasser KVC Westerlo. Hij maakte zijn debuut voor Westerlo op de eerste speeldag van de competitie in de wedstrijd tegen AFC Tubize. Zijn eerste goal voor de club maakte hij tegen zijn ex-club Lommel United. In de bekerwedstrijd tegen eersteklasser RSC Anderlecht scoorde hij nadat hij ook al eens tegen de lat had getrapt, onder meer door deze goal plaatste Westerlo zich tegen Anderlecht voor de kwartfinales. Hij zou dat seizoen uiteindelijk de titel pakken in de tweede klasse, Trossard zelf kwam dat seizoen in alle competities samen aan 19 wedstrijden waarin hij 4 goals scoorde.
Nadat hij in 2013 al een half seizoen voor de club speelde, werd hij voor 1 seizoen uitgeleend aan Lommel United, ter vervanging van Loris Brogno die naar RAEC Mons vertrok. Hij zou dat seizoen uiteindelijk een fantastisch seizoen spelen, in 33 wedstrijden scoorde hij 16 doelpunten. Trossard eindigde dat seizoen met Lommel op een tweede plaats en zo wisten ze net niet te promoveren, ook in de eindronde konden ze niet promoveren. Op het einde van het seizoen kreeg Trossard de Lommelse Gouden Schoen als meest verdienstelijke speler van Lommel van het seizoen 2014/15. Ook in het klassement van de topscorders van tweede klasse eindigde hij op een mooie vierde plaats.
Trossard begon de voorbereiding van het seizoen 2015/16 bij KRC Genk maar al snel werd bekend dat hij uitgeleend zou worden aan een eersteklasser zodat hij meer speelkansen zou kunnen krijgen. Trossard werd uitgeleend aan promovendus OH Leuven, maar verlengde wel eerst nog zijn contract tot 2018 bij Genk. Hij maakte zijn debuut voor de club op de eerste speeldag in de wedstrijd tegen zijn moederclub KRC Genk, hij gaf hier meteen een assist voor Jovan Kostovski. Op 16 augustus 2015 scoorde hij zijn eerste doelpunt in de gewonnen wedstrijd tegen Sporting Charleroi. Trossard presteerde zo goed dat Genk in de winterstop een poging deed om hem terug te halen. Dit mislukte echter zodat hij het hele seizoen bleef voetballen bij OH Leuven. Zijn goede prestaties konden niet verhinderen dat Leuven dat seizoen degradeerde.

### Terugkeer en doorbraak bij Genk
Nadat het seizoen 2015/16 en zijn uitleenbeurt aan Leuven was afgelopen, was er wat onduidelijk over zijn toekomst, onder meer door de interesse van RSC Anderlecht, Club Brugge en het Oostenrijkse Red Bull Salzburg. Op 22 april 2016 maakte Genk echter bekend dat Trossard zijn contract bij de Limburgers had verlengd tot 2020. In zijn eerste maanden had Trossard moeite om een basisplaats te veroveren onder trainer Peter Maes. Maes werd echter in december 2016 door tegenvallende resultaten ontslagen en vervangen door de Nederlander Albert Stuivenberg. Mede door deze trainerswissel en het vertrek van concurrent Leon Bailey naar het Duitse Bayer 04 Leverkusen kwam zijn doorbraak er in de tweede helft van het seizoen 2016/17 wel. Hij speelde in deze periode onder andere zeer sterk in de UEFA Europa League. Ook in het seizoen 2017/18 had hij een belangrijke rol, ondanks een maandenlange blessure in het begin van het seizoen, was hij bepalend voor de ploeg in Play-Off 1 met onder meer vijf doelpunten. Hierna was er veel (buitenlandse) interesse voor hem maar desondanks verlengde hij in mei 2018 zijn contract tot 2021 met een optie op nog een extra jaar. Door de uitgaande transfer van Alejandro Pozuelo droeg Trossard vanaf februari 2019 de aanvoerdersband bij Genk. Op 16 mei 2019 behaalde hij met Genk de landstitel op het veld van RSC Anderlecht, als aanvoerder van Genk mocht hij drie dagen later de kampioensbeker in de lucht steken.

### Brighton & Hove
In de zomer van 2019 werd bekend dat Trossard de overstap maakt naar de Engelse Premier League waar hij voor Brighton & Hove Albion FC zal gaan spelen. Trossard kreeg er een contract voor vier jaar.
In het seizoen 2022/23 verslechterde de relaties met de club ondanks dat Trossard bezig was aan een goed seizoen, waarin hij onder meer een hattrick maakte tegen Liverpool in Anfield. Begin januari 2023 zei manager Roberto De Zerbi dat hij de speler zou laten vallen omdat hij zonder toestemming een training had verlaten. De Zerbi zei dat de houding en het gedrag van de speler hem niet bevielen.

### Arsenal
Op 20 januari 2023 werd bekend dat Trossard bij Arsenal getekend had, op dat moment leider van de Premier League. De club betaalde zo'n 30 miljoen euro (27 miljoen pond) en Trossard kreeg een contract voor 4 en een half jaar met de optie voor nog een jaar. 2 dagen na het tekenen maakte hij al meteen zijn debuut, hij mocht na 82 minuten invallen tegen Manchester United en was betrokken bij de winnende goal, het werd 3-2. De eerst volgende wedstrijd, op 27 januari, mocht hij in de basis starten in de met 1-0 verloren FA Cup wedstrijd tegen Manchester City.

## Clubstatistieken
| Seizoen     | Club                   | Competitie         | Competitie | Competitie | Competitie | Beker | Beker | Beker | Europa | Europa | Europa | Totaal | Totaal | Totaal |
| Seizoen     | Club                   | Competitie         | Wed.       | Dlp.       | Ass.       | Wed.  | Dlp.  | Ass.  | Wed.   | Dlp.   | Ass.   | Wed.   | Dlp.   | Ass.   |
| ----------- | ---------------------- | ------------------ | ---------- | ---------- | ---------- | ----- | ----- | ----- | ------ | ------ | ------ | ------ | ------ | ------ |
| 2011/12     | KRC Genk               | Jupiler Pro League | 1          | 0          | 0          | 0     | 0     | 0     | —      | —      | —      | 1      | 0      | 0      |
| 2012/13     | KRC Genk               | Jupiler Pro League | 0          | 0          | 0          | 1     | 0     | 0     | —      | —      | —      | 1      | 0      | 0      |
| Club Totaal | Club Totaal            | Club Totaal        | 1          | 0          | 0          | 1     | 0     | 0     | 0      | 0      | 0      | 2      | 0      | 0      |
| 2012/13     | → Lommel United        | Proximus League    | 12         | 7          | 0          | 0     | 0     | 0     | —      | —      | —      | 12     | 7      | 0      |
| Club Totaal | Club Totaal            | Club Totaal        | 12         | 7          | 0          | 0     | 0     | 0     | 0      | 0      | 0      | 12     | 7      | 0      |
| 2013/14     | → KVC Westerlo         | Proximus League    | 17         | 3          | 0          | 3     | 1     | 0     | —      | —      | —      | 20     | 4      | 0      |
| Club Totaal | Club Totaal            | Club Totaal        | 17         | 3          | 0          | 3     | 1     | 0     | 0      | 0      | 0      | 20     | 4      | 0      |
| 2014/15     | → Lommel United        | Proximus League    | 39         | 17         | 1          | 2     | 0     | 0     | —      | —      | —      | 41     | 17     | 1      |
| Club Totaal | Club Totaal            | Club Totaal        | 51         | 24         | 1          | 2     | 0     | 0     | 0      | 0      | 0      | 53     | 24     | 1      |
| 2015/16     | → OH Leuven            | Jupiler Pro League | 30         | 8          | 7          | 1     | 1     | 0     | —      | —      | —      | 31     | 9      | 7      |
| Club Totaal | Club Totaal            | Club Totaal        | 30         | 8          | 7          | 1     | 1     | 0     | 0      | 0      | 0      | 31     | 9      | 7      |
| 2016/17     | KRC Genk               | Jupiler Pro League | 31         | 6          | 3          | 5     | 0     | 2     | 16     | 3      | 1      | 52     | 9      | 6      |
| 2017/18     | KRC Genk               | Jupiler Pro League | 17         | 7          | 3          | 2     | 1     | 1     | —      | —      | —      | 19     | 8      | 4      |
| 2018/19     | KRC Genk               | Jupiler Pro League | 34         | 14         | 7          | 2     | 0     | 1     | 11     | 8      | 3      | 47     | 22     | 11     |
| Club Totaal | Club Totaal            | Club Totaal        | 83         | 27         | 13         | 10    | 1     | 4     | 27     | 11     | 4      | 120    | 39     | 21     |
| 2019/20     | Brighton & Hove Albion | Premier League     | 31         | 5          | 3          | 0     | 0     | 0     | —      | —      | —      | 31     | 5      | 3      |
| 2020/21     | Brighton & Hove Albion | Premier League     | 35         | 5          | 5          | 3     | 0     | 0     | —      | —      | —      | 38     | 5      | 5      |
| 2021/22     | Brighton & Hove Albion | Premier League     | 34         | 8          | 3          | 1     | 0     | 0     | —      | —      | —      | 35     | 8      | 3      |
| 2022/23     | Brighton & Hove Albion | Premier League     | 16         | 7          | 3          | 1     | 0     | 0     | —      | —      | —      | 17     | 7      | 3      |
| Club Totaal | Club Totaal            | Club Totaal        | 116        | 25         | 14         | 5     | 0     | 0     | 0      | 0      | 0      | 121    | 25     | 14     |
| 2022/23     | Arsenal FC             | Premier League     | 20         | 1          | 10         | 1     | 0     | 0     | 1      | 0      | 0      | 22     | 1      | 10     |
| 2023/24     | Arsenal FC             | Premier League     | 24         | 7          | 1          | 1     | 0     | 0     | 7      | 3      | 1      | 32     | 10     | 2      |
| Club Totaal | Club Totaal            | Club Totaal        | 44         | 8          | 11         | 2     | 0     | 0     | 8      | 3      | 1      | 54     | 11     | 12     |
| TOTAAL      | TOTAAL                 | TOTAAL             | 330        | 95         | 45         | 24    | 3     | 4     | 35     | 14     | 5      | 413    | 119    | 55     |

Bijgewerkt t/m 14 maart 2023.

## Interlandcarrière
Trossard speelde voor verschillende Belgische nationale jeugdelftallen.
| Nationale ploeg | wedstrijden | Goals |
| --------------- | ----------- | ----- |
| België –16      | 5           | 0     |
| België –17      | 11          | 0     |
| België –18      | 3           | 0     |
| België –19      | 8           | 0     |
| België –21      | 1           | 0     |
| Totaal          | 28          | 0     |

### Rode Duivels
Op 31 augustus 2018 werd Leandro Trossard door bondscoach Roberto Martinez voor de eerste keer opgeroepen voor het Belgisch voetbalelftal, voor een oefeninterland tegen Schotland en de allereerste wedstrijd van de UEFA Nations League tegen IJsland. Hij kwam in geen van beide wedstrijden in actie. Na er enkele keren niet bij geweest te zijn, door onder meer een blessure werd Trossard op 15 maart 2019 opnieuw opgeroepen voor de start van de kwalificatieronde van het EK 2020.
Op 5 september 2020 maakte Trossard zijn debuut in de UEFA Nations League 2020/21 in en tegen Denemarken voor de Rode Duivels. Hij mocht in minuut 80 invallen voor Dries Mertens. De wedstrijd eindigde op 0-2. Ook spits Jérémy Doku maakte zijn debuut voor de Rode Duivels in deze wedstrijd. In zijn zesde cap, 30 maart 2021, scoorde Trossard zijn eerste twee doelpunten voor de Rode Duivels. De wedstrijd tegen Wit-Rusland eindigde op 8-0. Trossard maakte de derde en de zesde goal.

#### WK 2022 Qatar
Op 10 november 2022 hakte Martinez de knoop voor de definitieve WK selectie in Qatar door. Trossard maakte hiervan deel uit. In de eerste twee groepswedstrijden tegen Canada (1-0 overwinning) en Marokko (0-2 verlies) was hij invaller. Tegen Kroatië (0-0) stond Trossard in de basis.

#### EK 2024 Duitsland
Eind mei 2024 werd Trossard door bondscoach Domenico Tedesco opgenomen in de selectie voor het EK 2024 in Duitsland.

### Lijst van interlands
| Interlands van Leandro Trossard       | Interlands van Leandro Trossard       | Interlands van Leandro Trossard       | Interlands van Leandro Trossard       | Interlands van Leandro Trossard          | Interlands van Leandro Trossard       | Interlands van Leandro Trossard       |
| No.                                   | Datum                                 | Wedstrijd                             | Uitslag                               | Soort Wedstrijd                          | Doelpunten                            |                                       |
| Als speler bij Brighton & Hove Albion | Als speler bij Brighton & Hove Albion | Als speler bij Brighton & Hove Albion | Als speler bij Brighton & Hove Albion | Als speler bij Brighton & Hove Albion    | Als speler bij Brighton & Hove Albion | Als speler bij Brighton & Hove Albion |
| ------------------------------------- | ------------------------------------- | ------------------------------------- | ------------------------------------- | ---------------------------------------- | ------------------------------------- | ------------------------------------- |
| 1.                                    | 5 september 2020                      | Denemarken – België                   | 0 – 2                                 | UEFA Nations League 2020/21              | -                                     |                                       |
| 2.                                    | 8 oktober 2020                        | België – Ivoorkust                    | 1 – 1                                 | Vriendschappelijk                        | -                                     |                                       |
| 3.                                    | 14 oktober 2020                       | IJsland – België                      | 1 – 2                                 | UEFA Nations League 2020/21              | -                                     |                                       |
| 4.                                    | 24 maart 2021                         | België – Wales                        | 3 – 1                                 | Kwalificatie WK 2022                     | -                                     |                                       |
| 5.                                    | 27 maart 2021                         | Tsjechië – België                     | 1 – 1                                 | Kwalificatie WK 2022                     | -                                     |                                       |
| 6.                                    | 30 maart 2021                         | België – Wit-Rusland                  | 8 – 0                                 | Kwalificatie WK 2022                     | 38' 76'                               |                                       |
| 7.                                    | 3 juni 2021                           | België – Griekenland                  | 1 – 1                                 | Vriendschappelijk                        | -                                     |                                       |
| 8.                                    | 21 juni 2021                          | Finland – België                      | 0 – 2                                 | EK 2020 groepsfase                       | -                                     |                                       |
| 9.                                    | 2 september 2021                      | Estland – België                      | 2 – 5                                 | Kwalificatie WK 2022                     | -                                     |                                       |
| 10.                                   | 5 september 2021                      | België − Tsjechië                     | 3 – 0                                 | Kwalificatie WK 2022                     | -                                     |                                       |
| 11.                                   | 8 september 2021                      | Wit-Rusland − België                  | 0 – 1                                 | Kwalificatie WK 2022                     | -                                     |                                       |
| 12.                                   | 7 oktober 2021                        | België – Frankrijk                    | 2 – 3                                 | UEFA Nations League 2020/21 halve finale | -                                     |                                       |
| 13.                                   | 10 oktober 2021                       | Italië – België                       | 2 – 1                                 | UEFA Nations League 2020/21 troostfinale | -                                     |                                       |
| 14.                                   | 16 november 2021                      | Wales - België                        | 1 – 1                                 | Kwalificatie WK 2022                     | -                                     |                                       |
| 15.                                   | 29 maart 2022                         | België – Burkina Faso                 | 3 – 0                                 | Vriendschappelijk                        | 18'                                   |                                       |
| 16.                                   | 3 juni 2022                           | België – Nederland                    | 1 – 4                                 | UEFA Nations League 2022/23              | -                                     |                                       |
| 17.                                   | 8 juni 2022                           | België – Polen                        | 6 – 1                                 | UEFA Nations League 2022/23              | 73' 80'                               |                                       |
| 18.                                   | 11 juni 2022                          | Wales - België                        | 1 – 1                                 | UEFA Nations League 2022/23              | -                                     |                                       |
| 19.                                   | 14 juni 2022                          | Polen – België                        | 0 – 1                                 | UEFA Nations League 2022/23              | -                                     |                                       |
| 20.                                   | 22 september 2022                     | België – Wales                        | 2 – 1                                 | UEFA Nations League 2022/23              | -                                     |                                       |
| 21.                                   | 25 september 2022                     | Nederland – België                    | 1 – 0                                 | UEFA Nations League 2022/23              | -                                     |                                       |
| 22.                                   | 23 november 2022                      | België – Canada                       | 1 – 0                                 | WK 2022 groepsfase                       | -                                     |                                       |
| 23.                                   | 27 november 2022                      | België – Marokko                      | 0 – 2                                 | WK 2022 groepsfase                       | -                                     |                                       |
| 24.                                   | 1 december 2022                       | Kroatië – België                      | 0 – 0                                 | WK 2022 groepsfase                       | -                                     |                                       |
| Als speler bij Arsenal                |                                       |                                       |                                       |                                          |                                       |                                       |
| 25.                                   | 24 maart 2023                         | Zweden – België                       | 0 – 3                                 | Kwalificatie EK 2024                     | -                                     |                                       |
| 26.                                   | 28 maart 2023                         | Duitsland – België                    | 2 – 3                                 | Vriendschappelijk                        | -                                     |                                       |
| 27.                                   | 9 september 2023                      | Azerbeidzjan – België                 | 0 – 1                                 | Kwalificatie EK 2024                     | -                                     |                                       |
| 28.                                   | 12 september 2023                     | België – Estland                      | 5 – 0                                 | Kwalificatie EK 2024                     | 18'                                   |                                       |
| 29.                                   | 15 november 2023                      | België – Servië                       | 1 – 0                                 | Vriendschappelijk                        | -                                     |                                       |
| 30.                                   | 19 november 2023                      | België – Azerbeidzjan                 | 5 – 0                                 | Kwalificatie EK 2024                     | 90'                                   |                                       |
| 31.                                   | 23 maart 2024                         | Ierland – België                      | 0 – 0                                 | Vriendschappelijk                        | -                                     |                                       |
| 32.                                   | 26 maart 2024                         | Engeland – België                     | 2 – 2                                 | Vriendschappelijk                        | -                                     |                                       |
| 33.                                   | 5 juni 2024                           | België – Montenegro                   | 2 – 0                                 | Vriendschappelijk                        | 90+3' (pen.)                          |                                       |
| 34.                                   | 8 juni 2024                           | België – Luxemburg                    | 3 – 0                                 | Vriendschappelijk                        | 81'                                   |                                       |
| 35.                                   | 17 juni 2024                          | België – Slowakije                    | 0 – 1                                 | EK 2024 groepsfase                       | -                                     |                                       |
| 36.                                   | 22 juni 2024                          | België – Roemenië                     | 2 – 0                                 | EK 2024 groepsfase                       | -                                     |                                       |
| 37.                                   | 26 juni 2024                          | Oekraïne – België                     | 0 – 0                                 | EK 2024 groepsfase                       | -                                     |                                       |
| 38.                                   | 10 oktober 2024                       | Italië – België                       | 2 – 2                                 | UEFA Nations League 2024/25              | 61'                                   |                                       |
| 39.                                   | 14 oktober 2024                       | België – Frankrijk                    | 1 – 2                                 | UEFA Nations League 2024/25              | -                                     |                                       |
| 40.                                   | 14 november 2024                      | België – Italië                       | 0 – 1                                 | UEFA Nations League 2024/25              | -                                     |                                       |
| 41.                                   | 17 november 2024                      | Israël – België                       | 1 – 0                                 | UEFA Nations League 2024/25              | -                                     |                                       |
| 42.                                   | 20 maart 2025                         | Oekraïne – België                     | 3 – 1                                 | UEFA Nations League 2024/25 barrages     | -                                     |                                       |
| 43.                                   | 23 maart 2025                         | België – Oekraïne                     | 3 – 0                                 | UEFA Nations League 2024/25 barrages     | -                                     |                                       |
| 44.                                   | 6 juni 2025                           | Noord-Macedonië – België              | 1 – 1                                 | Kwalificatie WK 2026                     | -                                     |                                       |
| Totaal                                | Totaal                                | Totaal                                | Totaal                                | Totaal                                   | 10                                    |                                       |

Bijgewerkt t/m 6 juni 2025

## Erelijst
| Competitie             |              |              |
| Competitie             | Aantal       | Jaren        |
| KVC Westerlo           | KVC Westerlo | KVC Westerlo |
| ---------------------- | ------------ | ------------ |
| Kampioen Tweede Klasse | 1x           | 2013/14      |
| KRC Genk               |              |              |
| Belgisch kampioen      | 1x           | 2018/19      |
| Arsenal                |              |              |
| FA Community Shield    | 1x           | 2023         |

## Privé
- In 2017 werd Trossard op 22-jarige leeftijd voor de eerste keer vader. Zijn zoon werd geboren op 17 april 2017.[11] Op 22 juni 2019 trouwde hij met zijn jeugdliefde.[12] Op 30 januari 2023 kwam er een zoontje bij.

## Trivia
- Wanneer Trossard scoort, viert hij dat met zijn handen cirkels te maken en die voor zijn ogen te plaatsen alsof hij door een verrekijker kijkt. Hij begon daarmee op voorstel van zijn oudste zoon, toen die drie jaar was.